# Iglesia de Santa Elena (Pedro Izquierdo de Moya)
La iglesia de Santa Elena es el templo católico, corresponde a la parroquia de Pedro Izquierdo, pedanía de Moya, provincia de Cuenca (Comunidad de Castilla-La Mancha, España).
El peculiar templo se halla en la ruta del Camino de la Vera Cruz desde los Pirineos, que une Puente la Reina (Navarra) y Caravaca de la Cruz (Murcia), vía el Rincón de Ademuz y las tierras de Moya (Cuenca).

## Historia
A mediados del siglo XIX, al decir de las iglesias de Moya (Cuenca), Pascual Madoz (1848) anota que la principal es la de la «Santísima Trinidad», situada intramuros de la villa, reseñando a Pedro Izquierdo como uno de los siete anejos de la villa, atendidos todos ellos por varios tenientes o delegados.
Las cruces redondeadas (trinitarias: palo horizontal azul, palo vertical rojo) que lucen en el interior del templo manifiestan la influencia del Monasterio de Tejeda sobre esta iglesia.
El templo sufrió la avatares de la Revolución Española de 1936 y las consecuencias de la Guerra Civil Española (1936-1939): «Fueron quemadas las imágenes y objetos de culto de las Iglesias de/ esta villa (Moya), y sus aldeas de Pedro Izquierdo, Sto. Domingo y Huertos». Asimismo, «Fue desmontada la Iglesia de San Bartolomé de esta villa (Moya),/ ven-/ diendo las maderas, tejas y campanas». Refiere el testimonio -Elisa Paulina Giménez Millán (Pedro Izquierdo, 1930)-:

«Cuando la guerra civil yo era pequeña, apenas tenía 6 años, pero sé que destruyeron todo lo que había en la iglesia, hicieron mucho daño: Quemaron las imágenes y el retablo dorado que había, esto me lo contaba mi madre, que se sentaba por aquí... –comenta señalando la parte posterior del lado de la epístola-. Después de la guerra hicieron el altar de obra que hay ahora, pero el que quemaron era de madera, pintado de oro... Lo de la iglesia lo quemaron los propios de aquí: No hubo nadie que fuera valiente y se opusiera, tenían miedo de que pudieran matarles; porque entonces se mataba solo por ser cristiano o ir a misa... Claro, la imagen de la patrona la compraron después de la guerra, pues ya le digo, la original la quemaron».
La iglesia de Santa Elena en Pedro Izquierdo, aldea de Moya (Cuenca), Alfredo Sánchez Garzón

## Ubicación y descripción
El templo se halla en el extremo occidental de la población, junto al camino del cementerio viejo, al borde de la vía CUV-5008, que une el lugar de Pedro Izquierdo de Moya con Santo Domingo de Moya.
Se trata de un edificio exento y bien proporcionado, orientado al estilo antiguo -este (cabecera) oeste (pies)-; posee planta rectangular y dos cuerpos de iglesia con espadaña de dos ojos sobre la fachada principal, donde se abre la única entrada, que luce arco de medio punto basada en dovelas labradas y zócalo de sillares.
Los muros son de «mampostería ordinaria revocada con esquinares de sillar», la cobertura de ambos cuerpos del templo es a dos aguas con teja árabe en disposición de canal y cobija: el de la nave más bajo, mientras que el de cabecera luce además un somero tejadillo que vierte sobre el lado del testero. En los muros laterales posee dos construcciones saledizas de techo mucho más bajo, la del lado de la epístola (derecha) enrasa con la línea de fachada y posee entrada desde el exterior, por el contrario de la existente al evangelio (izquierda), retranqueada respecto a la línea de fachada -a la que solo puede accederse desde el interior-, corresponde a la sacristía.
El interior del templo es amplio y bien iluminado, el piso de ladrillo rojo, la nave central y única avanza hacia la cabecera mediante tres tramos, bien diferenciados por las pilastras de los muros laterales. En la primera pilastra de la izquierda hay una pileta para el agua bendita, y a los pies –por delante- una gran pila bautismal labrada en una sola pieza y soportada sobre columna –obra de principios del siglo XX (1913)-: «el vaso muestra al exterior unos anillos en su parta alta y gajos verticales en el cuerpo de la taza».
Sobre el atrio interior está el alto coro, y sobre este el piso de campanas de la espadaña, espacios a los que se accede mediante una escalerita a la derecha. Desde el coro –que posee una sencilla baranda de madera torneada- puede contemplarse una buena perspectiva de la nave y el presbiterio, enmarcado este en cuatro arcos de medio punto soportados sobre sólidas pilastras con prominentes cornisas en su parte alta: en los ángulos que forman las pechinas luce una representación del tetramorfos evangélico, «Las imágenes impresionan de buena factura, obra de un artista landeteño». Posee altar exento en el centro del espacio presbiteral, con otro adosado al fondo, sobre el que hay un retablo de obra imitando un sencillo neoclásico. La imagen de –Santa Elena de Constantinopla, en escayola policromada- preside la hornacina central, enmarcada a su vez por un gran cuadro al óleo con la representación de la Virgen de Tejeda en su «aparición» o «manifestación» (derecha), y un entandarte con la imagen de la titular (izquierda):

«En el triángulo del ático hay una representación a pincel de la Santísima Trinidad en la parte superior, con la Virgen de Tejeda en la inferior: a la derecha se sitúa san Cristóbal y a la izquierda Santa Elena. La santa de Constantinopla es la titular del templo, a la vez que patrona del pueblo, junto con san Cristóbal -el portador de Cristo, titular de la ermita del cerro de su nombre-: los tres forman una “trinidad” local».
La iglesia de Santa Elena en Pedro Izquierdo, aldea de Moya (Cuenca), Alfredo Sánchez Garzón

Al piso de campanas se accede por otra somera escalerita desde el coro, la espadaña luce dos bronces, el mayor -dedicado a Santa Elena- fue vaciado en 1899 posee una inscripción cuya epigrafía en relieve dice: «FEDERICO ARCOS/ ME HIZO A ESPEN-/ SAS DE LOS VECI-/ NOS SIENDO SINDI-/ CO D SANTIAGO MI-/ LLAN».
Al evangelio del presbiterio se halla la sacristía, escueto recinto de cuyas paredes lucen exvotos, y desde el que se accede al púlpito de obra.
El templo presenta grandes grietas en distintas partes de su estructura, y daños de humedad con manchas y desconches en la parte baja de los muros. Según testimonios, las grietas comenzaron a aparecer tras los seísmos que afectaron la zona en 2006, con epicentro en Casasbajas, población del vecino Rincón de Ademuz.

## Celebraciones
El día 18 de agosto se celebran las fiestas patronales en honor de Santa Elena, momento en que se sube la imagen de la santa titular en procesión hasta el lavadero: «Allí se hace la bendición del pan y el vino y después se ofrece en caridad a toda la gente que asiste».

## Galería

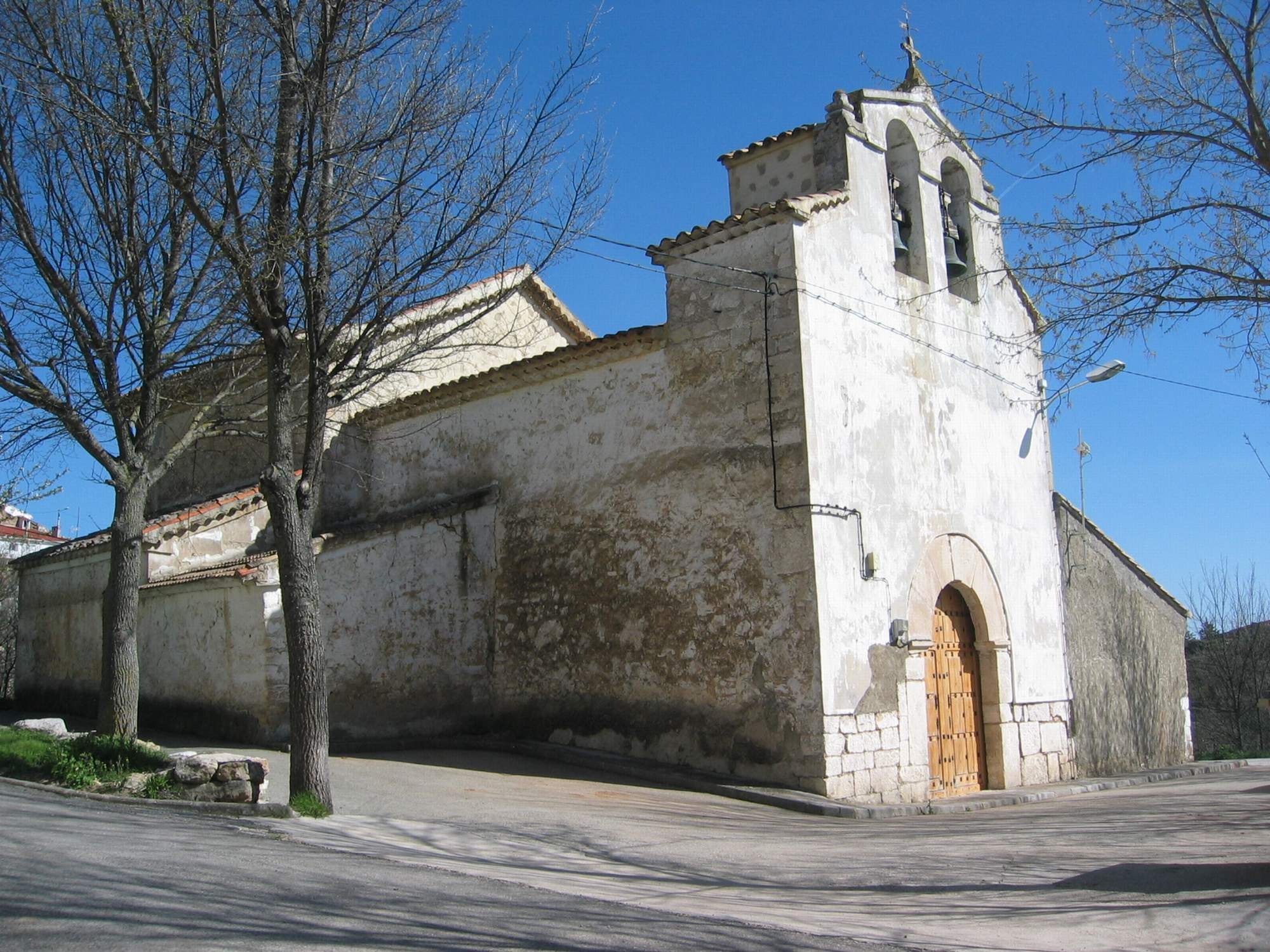
Vista fronto-lateral izquierda de la parroquial de Santa Elena en Pedro Izquierdo de Moya (Cuenca), 2013.
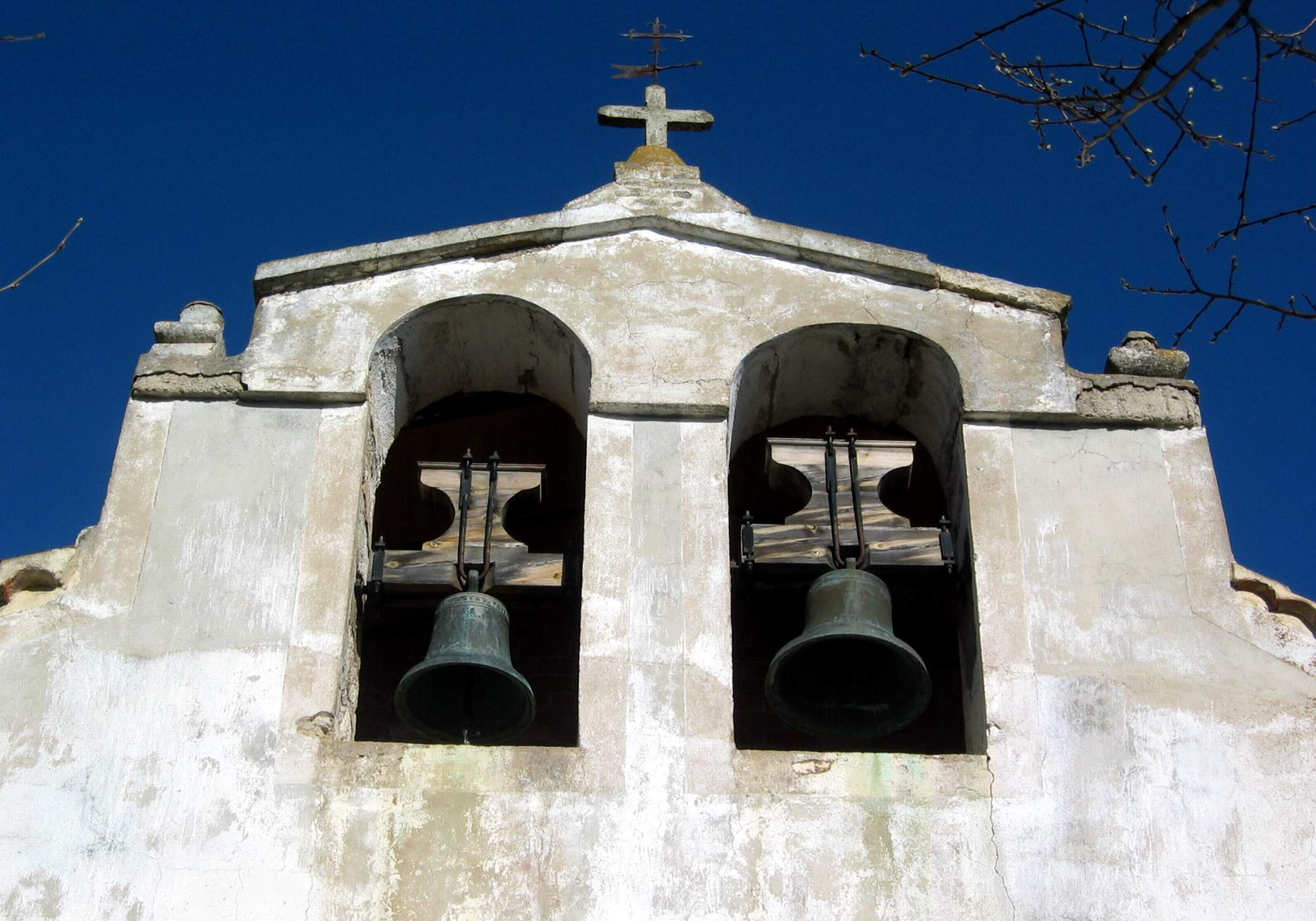
Detalle de la espadaña y campanas de la parroquial de Santa Elena en Pedro Izquierdo de Moya (Cuenca), 2013.
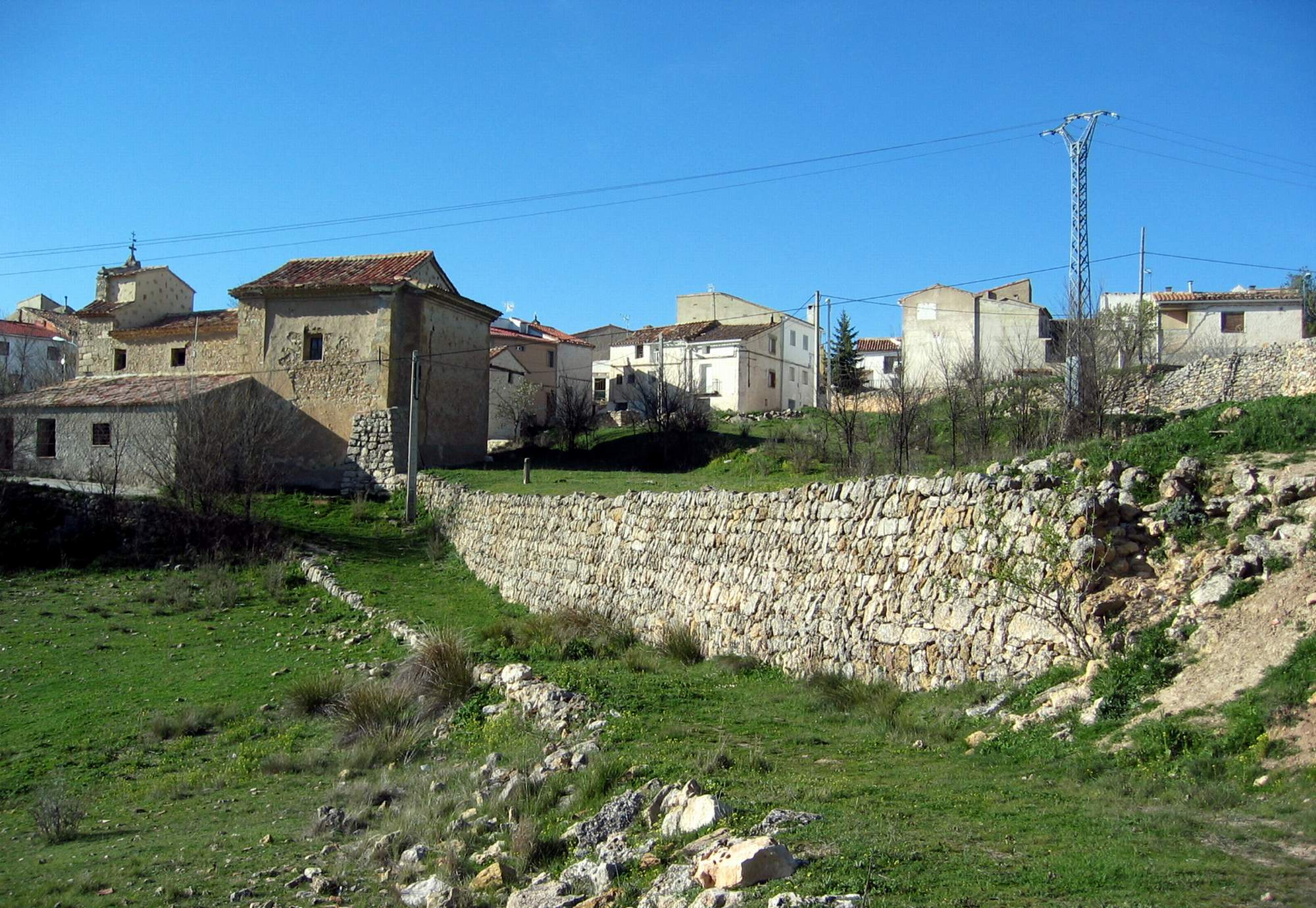
Vista parcial del caserío de Pedro Izquierdo de Moya (Cuenca), con detalle de la parroquial, desde el camino del cementerio viejo, 2013.
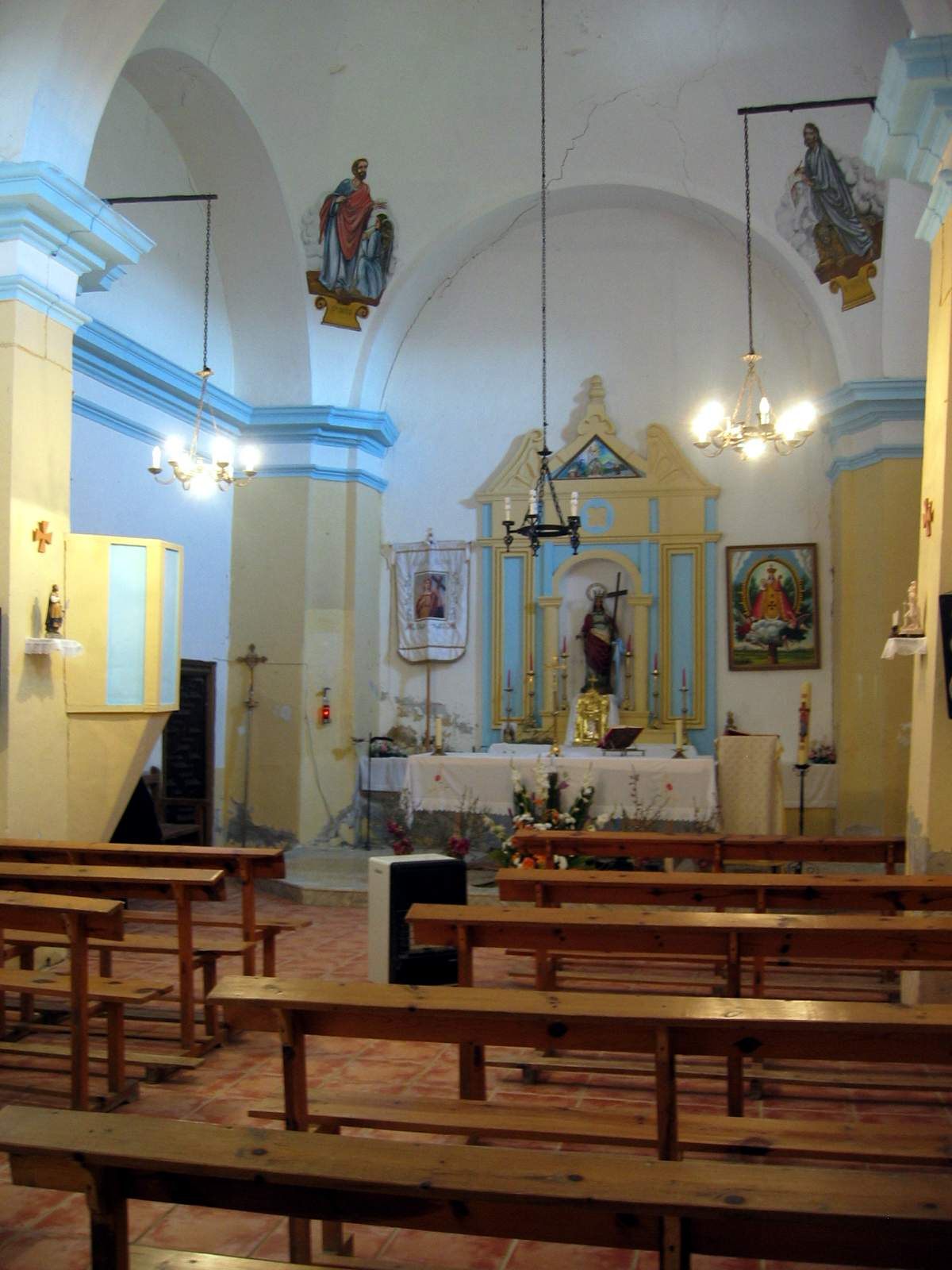
Vista del interior de la iglesia de Santa Elena en Pedro Izquierdo de Moya (Cuenca), con detalle del presbiterio, año 2013.
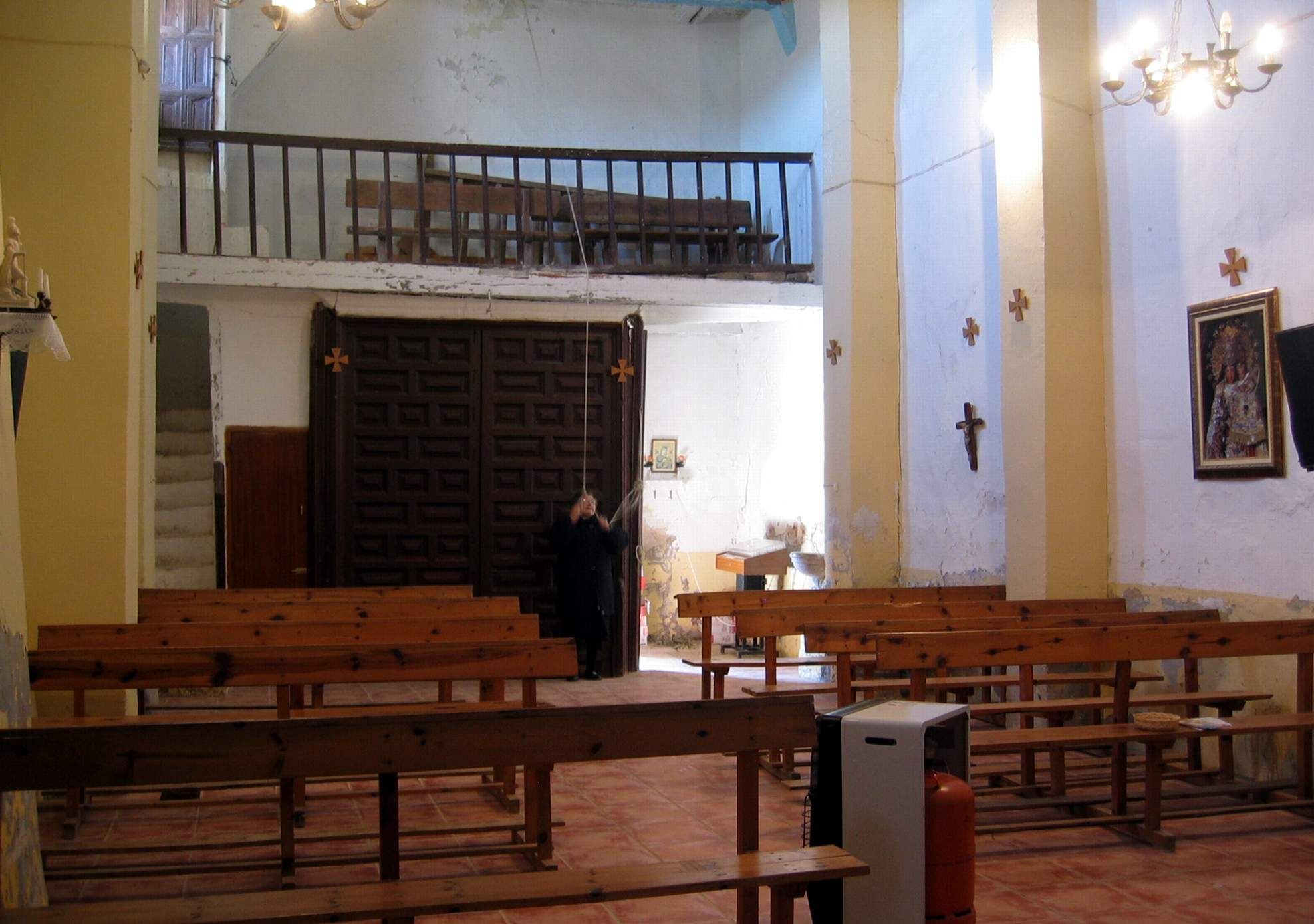
Vista del interior de la iglesia de Santa Elena en Pedro Izquierdo de Moya (Cuenca), con detalle del coro, año 2013.